# Элита (Омская область)
Эли́та — село в Москаленском районе Омской области России. Административный центр Элитовского сельского поселения.
Население — 1582 (2010)

## География
Село расположено в лесостепи в пределах Ишимской равнины, относящейся к Западно-Сибирской равнине, близ Камышловского лога. К северо-востоку от села расположено озеро Камышлово. К востоку и югу от села — полезащитные лесные полосы. Распространены чернозёмы языковатые обыкновенные и солончаки луговые (гидроморфные). Высота центра населённого пункта — 114 метров над уровнем моря.
По автомобильным дорогам расстояние до районного центра посёлка Москаленки — 19 км, до областного центра города Омск — 94 км. Ближайшая железнодорожная станция расположена в 5 км к северу от Элиты в деревне Помурино.
Климат
Климат умеренный континентальный (согласно классификации климатов Кёппена-Гейгера — тип Dfb). Среднегодовая температура положительная и составляет +1,3 °С, средняя температура самого холодного месяца января −17,5 °C, самого жаркого месяца июля +19,4 °С. Многолетняя норма осадков — 383 мм, наибольшее количество осадков выпадает в июле — 64 мм, наименьшее в марте — 13 мм

## История
Основано как центральная усадьба совхоза № 18, организованного в декабре 1920 года на месте кулацких заимок. В первые годы существования совхоз № 18 занимался выращиванием картофеля, овощных и масличных культур, разведением овец. В 1924 году совхоз реорганизован в семеноводческий зерновой совхоз «Элита».
В годы Великой Отечественной войны совхоз передал Красной Армии 9 автомашин, 2 гусеничных трактора, 98 лошадей, 8 тракторных тележек, 14 ходов. Помимо этого, в освобожденные от оккупации районы отправлено 19 тракторов, 8 комбайнов, 30 плугов и сеялок. В послевоенное время совхоз быстро восстановил довоенный уровень производства. За 1949—1953 годы было построено более 100 жилых домов, поликлиника и стационар на 15 коек, столовая, магазины. Работали две собственные электростанции, радиоузел. Имелись клуб и библиотека. В мае 1957 года образован Элитовский сельский совет депутатов трудящихся.
В 1971 году был построен двухэтажный Дом культуры, в 1979 году — культурно-спортивный комплекс. В 1983 году открыта музыкальная школа. В 1988 году открыто новое здание средней школы, в 1990 году — детского сада. В августе 1986 года Указом Президиума Верховного Совета СССР совхоз «Элита» был награждён орденом Трудового Красного Знамени.
После перестройки совхоз «Элита» распался, экономическая ситуация в Элите резко ухудшилась. Жители стали уезжать в Омск и другие города страны.

## Население
| 1926 | 2010  |
| ---- | ----- |
| 240  | ↗1582 |